# Wilhelm Hofmann (Politiker)
Wilhelm Hofmann (* 24. Januar 1917 in Heilbronn; † 15. August 1995 ebenda) war ein deutscher Lehrer und Politiker (FDP/DVP). Von 1972 bis 1976 war er Mitglied des Landtags von Baden-Württemberg.

## Leben
Hofmann besuchte die Grundschule und das Gymnasium und absolvierte 1937 das Abitur. Am 14. Juni 1937 beantragte er die Aufnahme in die NSDAP und wurde rückwirkend zum 1. Mai desselben Jahres aufgenommen (Mitgliedsnummer 5.368.605). Es folgten Arbeitsdienst und Militärdienst als Wehrpflichtiger. 1939 bis 1947 war er als Soldat im Zweiten Weltkrieg, geriet in sowjetische Kriegsgefangenschaft und hatte als Kriegsversehrter einen Lazarettaufenthalt.
An der Universität Tübingen studierte er von 1947 bis 1951 Geschichte, Germanistik, Englische Philologie und Philosophie. Mit einer Arbeit über Adel und Landesherrn am nördlichen Schwarzwald von der Mitte des 14. bis zum Beginn des 16. Jahrhunderts wurde er 1951 zum Dr. phil. promoviert.
1953 bis 1965 war Hofmann Lehrer für Geschichte, politische Wissenschaft, Deutsch und Englisch am Elly-Heuss-Knapp-Gymnasium Heilbronn. Er war in dieser Zeit Mitbegründer der heimatgeschichtlichen Beilage Schwaben und Franken der Tageszeitung Heilbronner Stimme. Für ein von Wilhelm Mattes geplantes Heimatbuch der Stadt Heilbronn schrieb er 1960 ein im Manuskript 82 Seiten umfassendes Kapitel über Die Geschichte der Stadt Heilbronn vom Spätmittelalter bis zur Gegenwart, das wie das gesamte Heimatbuch nach dem Tod von Mattes im selben Jahr unveröffentlicht blieb. Die fertiggestellten Manuskripte des Heimatbuches wurden von der Stadt Heilbronn gekauft und dem Stadtarchiv Heilbronn übergeben.
1966 wechselte Hofmann als Schulleiter im Rang eines Oberstudiendirektors ans Neue Gymnasium nach Stuttgart-Feuerbach. Nachdem zur Entlastung des überfüllten Neuen Gymnasiums 1975 das neue Solitude-Gymnasium in Stuttgart-Weilimdorf eröffnet worden war, wechselte Hofmann als Schulleiter mit einem Teil der Schüler und Lehrer dorthin. 1980 trat er in den Ruhestand.
Hofmann war verheiratet und hatte drei Kinder. Von 1955 bis 1966 war er stellvertretender Kreisvorsitzender der FDP in Heilbronn, ab 1971 war er im FDP-Landesvorstand. Dem Stuttgarter Gemeinderat gehörte er von 1968 bis 1972 an, ab 1971 als stellvertretender Fraktionsvorsitzender. Über ein Zweitmandat vertrat er von 1972 bis 1976 den Wahlkreis Stuttgart IV im Landtag von Baden-Württemberg. Bereits zuvor war er vom Landtag zum Mitglied der vierten Bundesversammlung gewählt worden, die 1964 Heinrich Lübke als Bundespräsident wiederwählte.
Am 22. April 1977 wurde Hofmann mit 57 von 64 Stimmen vom Landtag von Baden-Württemberg als Nachfolger des verstorbenen Johann Peter Brandenburg zum Richter in der Gruppe „ohne Befähigung zum Richteramt“ am Staatsgerichtshof für das Land Baden-Württemberg gewählt. Er amtierte bis 1985.

## Auszeichnungen
1986 wurde Wilhelm Hofmann mit der Verdienstmedaille des Landes Baden-Württemberg ausgezeichnet. 1990 erhielt er die Reinhold-Maier-Medaille der Reinhold-Maier-Stiftung.